# 비셔플
BEE SHUFFLE(비셔플)은 남성 5인으로 한국인 3명, 일본인 2명으로 구성된 그룹이다.DATV (CS)와 한국 MBC MUSIC이 공동 제작한 아이돌 발굴 프로그램 '셔플 오디션'을 통과 한 한일그룹 5 명 (일본인 2 명, 한국인 3 명)으로 구성된 하라주쿠에서 벼랑끝에선 보이스 그룹.
"셔플 오디션 시즌 2 '는 일본에서 공동 생활을하면서"CD 5,000 장을 직접 판매를 못할 경우 즉시 해산 "이라는 혹독한 미션을 부과하면서도 훌륭하게 클리어하고 유니버설 뮤직에서 메이저 데뷔가 결정!
메이저 데뷔가 결정되었다고 생각했지만, "셔플 오디션 시즌3 '에서"데뷔 싱글이 오리콘 위클리 랭킹 차트 5위안에 들어가지 않으면 즉시 셔플"이라는 또 다시 어려운 미션을 부여 받는다!
그러나 오리콘 위클리랭킹 (2014년 2월 17일자)에서 5위를 차지하여 미션을 클리어 !!!!
이어 두번째싱글 '구이구이구이 ↑↑↑ "(2014년 7월 9일 발매)의 미션"두번째 싱글 25,000장 판매! "은 무려 30,000장이 넘는 놀라운 성적으로 훌륭히 클리어! !
또한 2015년 봄에 개봉할 영화 「하라주쿠 데니르 '에 출연 결정! 영화 출연,그들에게 부과 된 임무는 "3만명을 동원 할 것!"무모라고도 할 수 있는 이번 미션을 클리어 할 수 있는 것인가! ?
그런 그들은 앞으로도 가시밭 길로 돌진! 화제가 끊이지 않는 그들에게서 눈을 뗄수가 없다!
※ 프로그램 '셔플 오디션 시즌 2」 「셔플 오디션 시즌 3」 「셔플 오디션 시즌 4'는 DATV (CS), YouTube에서 방송 중이다.

## 멤버
| 이름                | 소개 |
| ------------------- | --- |
| 슈우타 (SHUTA) 일본 | - 본명 : 나카구끼 슈우타 (Nakaguki-Shuta) - 생년월일 : 1993년 3월 15일(32세) - 출생지 : 일본 아오모리현 - 포지션 : 리더 - 트위터 : https://twitter.com/shuta_suf - 활동 기간 : 2013년 ~ |
| 준호 (JOONHO) 한국  | - 본명 : 정준호 - 생년월일 : 1992년 2월 8일(33세) - 출생지 : 대한민국 경기도 수원시 - 포지션 : 메인보컬 - 트위터 : https://twitter.com/joonho_suf - 활동 기간 : 2013년 ~                |
| 쥰 (JUN) 일본       | - 본명 : 사토우 쥰 (Satou-Jun) - 생년월일 : 1992년 5월 2일(32세) - 출생지 : 일본 오사카부 - 포지션 : 메인보컬 - 트위터 : https://twitter.com/jun_suf - 활동 기간 : 2013년 ~             |
| 민수 (MINSU) 한국   | - 본명 : 강민수 - 생년월일 : 1992년 7월 26일(32세) - 출생지 : 대한민국 부산광역시 - 포지션 : 랩 - 트위터 : https://twitter.com/minsu_suf - 활동 기간 : 2013년 ~                         |
| 규민 (GYUMIN) 한국  | - 본명 : 황규민 - 생년월일 : 1993년 6월 1일(31세) - 출생지 : 대한민국 충청북도 영동군 - 포지션 : 메인보컬 - 트위터 : https://twitter.com/gyumin_suf - 활동 기간 : 2013년 ~              |

## 출연 작품

### 스케줄
스케줄표

### 방송
- 2015년 MBC MUSIC 《한일PD대결》 - (비셔플)

한일 국교 정상화 50주년을 맞아 한국의 MBC뮤직과 일본의 HTB(홋카이도 방송)가 양사를 대표하는 PD들의 연출 버라이어티 프로그램

‘마지★셔플 한-일 피디 대결’을 공동제작, 방송한다.
4월 13일(월) 오후 6시에 MBC뮤직에서 첫방송하는 ‘마지★셔플 한-일 피디 대결’은

한일 PD들의 아이돌 그룹 BEE SHUFFLE의 뮤직비디오를 연출하는 과정과 자존심을 건 승부를 다룬 특별 프로그램으로,

출연 가수뿐만이 아니라 PD가 주인공이 되는 신개념 리얼 버라이어티 프로그램.
시청자여러분의 <높이평가!>로 승패가 결정됩니다

한일혼합아이돌 그룹 <BEE SHUFFLE>의신곡<마지★이이쟝>의official mv자리는 신유선PD(한국),후지무라 타다히사PD(일본)과연 어느쪽이 승리자가 될지!?
★투표기간:2015년6월25일(목)　23시59분까지

★투표결과:2015년6월26일(금)　12시00분
- 승리자인터뷰도 블로그에서 볼수있습니다

아래 링크클릭

신유선감독「마지★이이쟝」뮤직비디오
후지무라감독「마지★이이쟝」뮤직비디오

### 영화
原宿デニール공식 사이트
- 2015년 《原宿デニール하라주쿠 데니르》 - (주연:비셔플)

2015년 5월 16일 (토)부터 유나이티드 시네마 토요스를 메인 관으로 전국 순차적으로 공개예정.... 

영화 「하라주쿠 데니르 "BEE SHUFFLE가 노래하는 주제가 「마지 ★ 이이쟝」의 Music Video를 다카하타 히데타감독이 촬영!

「하라주쿠」을 무대로 펼쳐지는 꿈을 품은 젊은이를 소재로 한 영화!
CM에서도 박치기를 선보여 안방 극장에 충격을 준 여배우 다케다 리나와 하라주쿠에서 벼랑끝에선 보이즈 그룹 BEE SHUFFLE의 첫 더블 주연이 실현!

BEE SHUFFLE은 영화 첫 출연으로 첫 주연과 주제가를 담당.그 외, 킹오브 코메디 콘노 히로키와 영화 첫 출연, 모델 아사 미야등 개성 캐스트가 종결.

감독은 영화 '호텔 비너스'와 TV 버라이어티 '초난강'(후지 TV) 드라마 '검은 십명의 쿠로키 눈동자. "(NHK BS 프리미엄)"미에리노 카시와기」(도쿄) 등

다양한 장르를 다루고있는 다카하타 히데타감독. 본작에서 각본도 다루고 있습니다.

전세계에서 주목 받고있는 참신한 문화 발신지 「하라주쿠」를 무대로 꿈을 품은 젊은이들의 이야기......

### ＣＭ
- 2015년 《もじパラ모지파라》 - (비셔플)

MINSU/Ver. CM
JUN/Ver. CM

## 앨범
| 발매일     | 타이틀                         | 비고          |
| ---------- | ------------------------------ | ------------- |
| 2015.04.22 | マジ★いいじゃん                | 3rd디지털앨범 |
| 2014.12.24 | Welcome to the SHUFFLE WORLD!! | 1st정규앨범   |
| 2014.07.09 | グイグイグイ↑↑↑구이구이구이    | 2nd싱글앨범   |
| 2014.02.05 | Welcome to the Shuffle !!      | 1st싱글앨범   |

*3rd디지털앨범타이틀:マジ★いいじゃん마지이이쟝
1.マジ★いいじゃん
발매일:2015.04.22

*1st정규앨범타이틀:Welcome to the SHUFFLE WORLD!!
발매일:2014.07.09
1.SHUFFLE WORLD!! ～intro～
2.ラブド→ン
3.FB♡BABY
4.Silent Magic
5.Kissing You

*2nd싱글앨범타이틀:グイグイグイ↑↑↑구이구이구이
 1.グイグイグイ↑↑↑
2.My Princess
발매일:2014.07.09

*1st싱글앨범타이틀:Welcome to the Shuffle !!
1.Welcome to the Shuffle !!
2.Baby,I Love You
3.D.A.T.E
발매일:2014.02.05